# Courtney Stodden
Courtney Stodden (Tacoma, Washington; 29 de agosto de 1994) es una modelo, actriz, cantante y celebridad de Internet estadounidense. Tras competir en concursos de belleza en su estado natal de Washington y lanzar música original, Stodden, que entonces tenía 16 años, llamó la atención internacional tras casarse con el actor Doug Hutchison, de 51 años, en 2011. La controversia y la atención mediática que rodeó el matrimonio de Stodden la llevó a aparecer en los programas de telerrealidad Couples Therapy (2012) y Celebrity Big Brother (2013), y posteriormente en Reality Ex-Wives (2015), The Mother/Daughter Experiment (2016), Celebs Go Dating (2017) y Courtney (2020).

## Primeros años
Courtney Alexis Stodden nació el 29 de agosto de 1994 en la ciudad de Tacoma, en el estado de Washington, hija de Alex John Stodden y Krista Kay Keller. Tiene dos hermanas, Ashley y Brittany, 9 y 11 años mayores que ella. Stodden llegó a describir su infancia como "hermosa y divertida", afirmando que fue "extremadamente mimada, en el buen sentido". Desde muy joven, ha declarado que su pasión era cantar y escribir su propia música. Se crio en Ocean Shores (Washington).
En 2017, Stodden dijo a Radar Online que sufrió acoso y abuso por su aspecto maduro desde los 12 años, cuando estaba en sexto grado, hasta que su madre la sacó de la escuela a los 16 años. Según relata, los acosadores le atacaron y le fracturaron el brazo izquierdo y se sintía insegura. Continuó siendo educada en casa a través de una academia cristiana privada por internet.

## Carrera
Stodden comenzó en la industria del entretenimiento cuando era joven modelando. En 2009, Stodden presentó un programa de televisión por cable producido por North Beach Community TV en Ocean Shores, The Courtney Stodden Show, que tuvo cinco emisiones. En octubre de 2009, compitió como Miss Ocean Shores Teen USA en el concurso Miss Washington Teen USA 2010 (pero no ganó el título). En 2010 lanzó las canciones originales Car Candy, Crazy, Don't Put It on Me, Hurting People y We Are America. Star Observer clasificó Don't Put It on Me como número once en su lista de "Las 11 mejores canciones del 2011". Durante su matrimonio, Stodden fue administrada por Hutchison.
En julio de 2012, Stodden y Hutchison fueron entrevistados sobre su relación en el programa de entrevistas de la Fox Father Albert, en un episodio de Good Morning America de la ABC y en E! News.
La pareja apareció como miembros del reparto en la segunda temporada de la serie de telerrealidad de VH1 Couples Therapy, que se estrenó en octubre de 2012. La serie presenta a parejas conocidas públicamente que reciben terapia por problemas de relación. Según Stodden, la pareja se inscribió en la terapia para resolver los problemas que surgieron de su matrimonio por la gran diferencia de edad. A pesar de las críticas dirigidas a la pareja, la doctora Jenn Berman, la terapeuta matrimonial, familiar e infantil que trabajó con la pareja durante su aparición en el programa, opinó que no creía que Hutchison buscara deliberadamente a jóvenes, diciendo: "Él no es un depredador. No es alguien que, si Courtney le dejara, se dedicaría a buscar chicas menores de edad en Internet o en institutos. Ese no es su modus operandi. No es un tipo que buscaba adolescentes. Él estaba dando una clase, ella quería ser actriz, era una clase de actuación... Y así es como empezó".
Aunque finalmente Berman se sorprendió de la dinámica entre ambos, comentó sus dudas iniciales acerca de trabajar con la pareja: "Creo que fue una decisión equivocada dejar que una joven de 16 años se casara con un hombre de 50 años. Es incómodo de ver... [al principio] le dije a mi productor: 'Creo que este tipo es un pedófilo... No sé si puedo trabajar con esta gente'. No lo apruebo, pero veo que se trata de un matrimonio que está realmente casado y que ella tiene problemas matrimoniales que había que trabajar. Llegué diciendo: 'Ella es una víctima, él es un depredador'. Lo que descubrí fue que ella tiene mucho más poder en esta relación y él es mucho más impotente de lo que esperaba. Su familia lo ha repudiado completamente... Desgraciadamente no tiene nada más que a ella". Hutchison también fue defendido por la madre de Stodden, Krista Keller, quien lo alabó por la amabilidad con la que trataba a Stodden.
En agosto de 2013, Stodden se convirtió en participante en la duodécima temporada de la versión británica de Celebrity Big Brother, pero fue desalojada a las tres semanas de programa (en el día 21), dos días antes de la final de la temporada, tras recibir el menor número de votos para salvarse frente a Carol McGiffin, Louie Spence, Mario Falcone y Vicky Entwistle.
En octubre de ese año, Stodden apareció en una foto para PETA, en la que aparecía con un bikini de lechuga para promover el vegetarianismo.
El 18 de marzo de 2014, se estrenó el vídeo de Don't Worry Bout It de 50 Cent, con un cameo de Stodden. Ese agosto, Stodden apareció en un episodio de la serie de televisión de realidad de Reelz Hollywood Hillbillies.

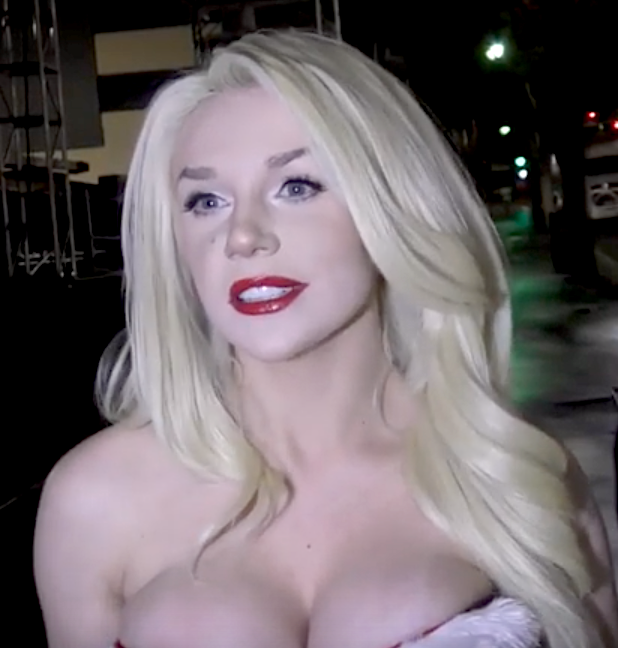
Stodden en 2016.

El 14 de mayo de 2015, Vivid Entertainment lanzó un video sexual en solitario creado por Stodden, quien declaró que donaría lo que se le pagara a la caridad.
El 19 de agosto de 2015, Rich Kid Mafia (RKM), una empresa de entretenimiento con sede en Los Ángeles cuyos servicios principales incluyen la gestión de artistas, el marketing digital y la producción musical, firmó con Stodden un acuerdo exclusivo de gestión y desarrollo internacional. Stodden apareció junto a su madre en la serie de Lifetime de 2016 The Mother/Daughter Experiment: Celebrity Edition. Ese mismo año, Stodden hizo su debut en el largometraje en la película independiente Love Addict.
En 2018, Stodden anunció que estaba grabando un disco de extended play (EP), el cual describió como "Lil Peep conoce a Lana Del Rey". En marzo de 2018, al hablar de la separación de su marido Hutchison, admitió que a menudo "jugaba a ser una caricatura" con los medios de comunicación, lo cual comparó con los personajes de Anna Nicole Smith y Marilyn Monroe: "Decidí, a los 23 años, que 'no voy a jugar más a esto. Voy a ser yo misma'". Y añadió: "Quiero ser honesta [ahora], y potencialmente ayudar a la gente".
En 2019 firmó un acuerdo con FNL Network para protagonizar un reality show autotitulado creado por el director Rocco Leo Gaglioti.
En marzo de 2020 finalizó su divorcio con Hutchinson. Stodden pasó su tiempo durante la pandemia de COVID-19 trabajando en un libro de memorias, grabando un nuevo álbum, comenzando una línea de cosméticos y dirigiendo una cuenta de OnlyFans.
En mayo de 2021, Stodden dijo que en 2011 la personalidad de la televisión Chrissy Teigen tuiteó y le envió un mensaje privado instándole a suicidarse. Teigen se disculpó posteriormente con Stodden, diciendo que estaba triste y mortificada por su yo del pasado, al que describió como "un trol inseguro en búsqueda de atención". Stodden aceptó sus disculpas, pero las consideró un intento de salvar las relaciones comerciales de Teigen. Un mes después, Teigen publicó otra disculpa en un extenso blog en el que admitía el ciberacoso.

## Vida personal
Stodden es vegetariana y explica que "nunca se sintió bien comiendo animales". Otra razón de su vegetarianismo se pensó que era la intolerancia a la lactosa, como Stodden explicó en un clip extra de Couples Therapy. En 2014, se aclaró además que no era intolerante a la lactosa, y que la empatía por los animales era la única razón de su vegetarianismo. Stodden había intentado seguir una dieta vegana, pero eligió en su lugar seguir una dieta vegetariana debido a las menores restricciones alimentarias. Stodden ha promovido el estilo de vida vegetariano en nombre de PETA.
Stodden ha dicho en entrevistas que se identifica como cristiana. Ha comentado: "Soy una chica cristiana. Puede ser una sorpresa para algunas personas que apoye el matrimonio gay. Creo de todo corazón en 'No juzgar a los demás'. Deja que la gente viva su vida y sea feliz. Eso es lo que enseña la Biblia: amarse los unos a los otros". Stodden también ha dicho que es bisexual.
En junio de 2013, Stodden se sometió a una cirugía de aumento de pecho para aumentar el tamaño de sus senos de una talla C a una talla DD. En marzo de 2022, se quitó los implantes, y le dijo a Newsweek que lo hizo debido al dolor de espalda.
En abril de 2021, Stodden salió públicamente como no binaria y anunció la decisión de usar los pronombres de género neutro they/them. Más tarde actualizó sus pronombres a she/they (equivalentes en español a ella/elle) en junio de 2022.

### Relaciones
A los 16 años, Stodden se inscribió por Internet en un taller de interpretación impartido por el actor Doug Hutchison, por recomendación de una amiga de su tía materna, que trabajaba en Hollywood, y conocía a Hutchison. Hutchison, que no sabía que Stodden era menor de edad, inició un noviazgo con ella a través de Internet que duró entre cuatro y seis meses, durante los cuales se enamoraron antes de conocerse en persona. Después de que Hutchison se diera cuenta de su edad, le dijo a la madre de Stodden, Krista, quien había supervisado sus intercambios en línea, y estaba al tanto de su relación y de la diferencia de edad, que cesaría su relación con Stodden si sus padres lo desaprobaban. Sus padres, citando el "cristianismo devoto" de Stodden, le permitieron tomar su propia decisión.
El 20 de mayo de 2011, Stodden se casó con Hutchison en Las Vegas (Nevada). y fue su tercera esposa. Su relación suscitó polémica y críticas, ya que Stodden tenía 16 años cuando se casó con Hutchison, de 50 años, que había sido tachado de "pedófilo" y "depredador". También se informó de que el padre de Stodden era cuatro años más joven que su yerno Hutchison. Según Hutchison, a raíz de su matrimonio con Stodden, su agente renunció, su familia lo repudió y recibió amenazas de muerte.
El 1 de noviembre de 2013, los medios de comunicación informaron de que Stodden y Hutchison ponían fin a su matrimonio de dos años y medio. Stodden dijo más tarde a Fox News que su diferencia de edad de 34 años fue un factor que contribuyó principalmente a su divorcio. En agosto de 2014, la pareja anunció que se había reconciliado, con planes para renovar sus votos matrimoniales a finales de ese año.
El 17 de mayo de 2016 se anunció que Stodden y Hutchison estaban esperando su primer hijo. En julio, a los tres meses de embarazo, Stodden anunció que había sufrido un aborto involuntario. El 20 de mayo de 2016, la pareja celebró su quinto aniversario renovando sus votos matrimoniales.
En enero de 2017, se informó de que Stodden y Hutchison se habían separado, pero seguían viviendo juntos. En marzo de 2018, Stodden solicitó el divorcio y no pidió la manutención del cónyuge. Su divorcio finalizó en marzo de 2020, tal y como anunció Stodden en su Instagram, afirmando que se sintió "absolutamente aprovechada" y "sometida a grooming", lo cual declaró que comenzó cuando él se puso en contacto con ella por correo electrónico. Stodden hizo esta acusación en una entrevista de marzo de 2022, junto con la declaración de que Hutchison era emocionalmente abusivo, comentando: "Creo que ése es el máximo poder que un groomer tiene sobre un niño. Ese abuso y control emocional".
El 28 de mayo de 2021, Stodden se comprometió con su pareja, el empresario Chris Sheng.